# Unification de l'Albanie et du Kosovo
Unification de l'Albanie et du Kosovo
L'unification de l'Albanie et du Kosovo est une idée politique relancée avant et après la déclaration d'indépendance du Kosovo en 2008. Cette idée est liée au concept irrédentiste de Grande Albanie.
Selon une estimation de 2021, environ 97 % des Kosovars sont d'origine albanaise.

## Histoire
La perspective d'unification du Kosovo avec l'Albanie trouve ses racines dans la Conférence de Bujan, réunissant les délégués des partis communistes qui dirigeaient les mouvements de libération nationale albanais et yougoslave pendant la Seconde Guerre mondiale. Cette période voit émerger l'idée d'une Grande Albanie, où le Kosovo serait intégré à l'Albanie pour répondre à l'idéal d'autodétermination,,. Initialement envisagée dans une résolution de la conférence pour après la guerre, cette proposition ne se concrétise pas. Après la guerre, malgré des relations étroites entre la République populaire d'Albanie et la République fédérale de Yougoslavie, la rupture Tito-Staline de 1948 met fin à des projets ultérieurs de cession du Kosovo-Metohija à l'Albanie en échange d'une intégration dans une future Fédération balkanique, exacerbant les tensions entre les deux nations.
Le plan Ahtisaari stipule que l'indépendance du Kosovo dépend de l'adoption d'une identité multiethnique « kosovare », plutôt que d'une identité « albanaise ». Cependant, d'après un sondage mené en 2007, 73 % des Albanais du Kosovo exprimaient le souhait, idéalement, de voir tous les Albanais réunis dans un seul pays. Ce soutien est également fort en Albanie, où 68 % des citoyens partagent cet avis. Après la déclaration d'indépendance du Kosovo, le soutien à l'unification a montré une tendance à la baisse. Selon une enquête de l'Institut albanais d'études internationales en 2010, le pourcentage de soutien à l'unification est tombé à 54 % au Kosovo.
En 2017, certains hommes politiques albanais se sont prononcés en faveur de l'unification. Au Kosovo, le parti politique Autodétermination soutient également cette idée. Les tentatives d'union politique entre l'Albanie et le Kosovo pourraient entraîner un conflit diplomatique avec la Serbie, qui considère le Kosovo comme faisant partie intégrante de son territoire de jure.
En mai 2019, le président du Kosovo, Hashim Thaçi, propose un référendum sur l'unification du Kosovo et de l'Albanie si le processus d'intégration avec l'Union européenne ne s'accélère pas. Certains observateurs considèrent cette initiative comme une manière pour Thaçi de rester au centre de l'attention médiatique, sans véritable intention d'unir les deux pays.
Cependant, en 2011, le ministre albanais des Affaires étrangères, Edmond Haxhinasto, avait critiqué la perspective d'une unification nationale de l'Albanie et du Kosovo, estimant que « l'intégration albanaise devrait se réaliser à travers l'adhésion à l'Union européenne, lorsque tous les États où vivent des Albanais, y compris notre région, seront membres de l'UE ». Les dirigeants politiques du Kosovo étaient d'accord avec cette position à l'époque.

## Opinion publique
Avant l'indépendance du Kosovo en 2008, le soutien à l'unification avec l'Albanie est faible. En 2005, seulement 10 % des Kosovars sont favorables à cette idée. En 2007, The Economist observe que « les jeunes Kosovars albanais développent une identité distincte » et que pour les politiciens albanais, l'unification avec le Kosovo n'est pas une priorité, leur principale préoccupation étant l'adhésion à l'Union européenne. Par ailleurs, l'intégration économique entre le Kosovo et l'Albanie est faible : l'Albanie ne figure pas parmi les principaux partenaires commerciaux du Kosovo.
Après l'indépendance, un sondage de 2010 réalisé par Balkan Insight, un site spécialisé dans les actualités et reportages d'investigation en Europe du Sud-Est, indique que seulement 29,2 % des Kosovars albanais soutiennent une union limitée entre l'Albanie et le Kosovo.
Malgré les sondages en faveur de l'unification du Kosovo avec l'Albanie, l'objectif des hommes politiques albanais est l'entrée dans l'OTAN et l'Union européenne, plutôt que l'unification nationale. Certains albanais chrétiens catholiques et orthodoxes craignent que toute éventuelle unification des zones balkaniques qui amènerait un nombre important de musulmans dans le nouvel État puisse conduire à une « musulmanisation » croissante de l'Albanie. Il existe également des divisions régionales sur la question de l'unification nationale en Albanie : alors que les guègues, au nord, sont favorables à l'unification du Kosovo et de l'Albanie, les tosques, au sud, ont tendance à s'y opposer, craignant que l'annexion du Kosovo ne conduise à « un règne du Nord ».
En 2019, un sondage mené par Open Society Foundations révèle que 54 % des Albanais du Kosovo sont favorables à l'unification avec l'Albanie, tandis que ce chiffre s'élève à 63 % en Albanie,. Ceux qui s'opposent à cette unification estiment que le Kosovo et l'Albanie fonctionnent mieux en tant que pays distincts, soulignant leurs différences culturelles et traditionnelles. Lorsqu'on leur demande s'ils seraient prêts à payer une taxe pour soutenir l'unification, 43,5 % des Kosovars interrogés répondent favorablement, contre 29,5 % des Albanais. Cependant, une majorité des sondés pense que l'unification du Kosovo et de l'Albanie est incompatible avec une adhésion à l'Union européenne : seulement 29,6 % au Kosovo et 46,5 % en Albanie estiment que ces deux processus ne se contredisent pas. 
En conséquence, 66,4 % des Albanais du Kosovo et 84,7 % des Albanais estiment que leur priorité devrait être l'adhésion à l'Union européenne plutôt que l'unification nationale.
En 2020, un article du Tirana Times soulève plusieurs questions concernant une éventuelle unification des deux pays. Selon le sondage cité, environ 42 % des personnes interrogées au Kosovo et 37 % en Albanie estiment que l'adhésion à l'UE et l'unification des deux pays sont des processus contradictoires. En Albanie, une majorité de 76 % pense que le renforcement des relations entre l'Albanie et le Kosovo bénéficierait aux deux parties, tandis que ce sentiment est partagé par 59 % des personnes interrogées au Kosovo. En ce qui concerne l'unification entre l'Albanie et le Kosovo, 63 % des Albanais et 54 % des Albanais du Kosovo expriment leur soutien initial. Cependant, lorsque la question d'une taxation pour soutenir cette unification est posée, le soutien chute à 29 % en Albanie et 44 % au Kosovo. Le Tirana Times note que ce moindre soutien au Kosovo reflète « l'émergence d'un sentiment et d'une identité centrés sur le Kosovo au cours de sa première décennie en tant qu'État ». En outre, le journal souligne que « le sondage met en évidence un changement significatif : en dehors des régions du Kosovo historiquement plus intégrées à la Yougoslavie, la classe moyenne kosovare d'après-guerre se reconnaît désormais plus aisément dans l'État du Kosovo que dans son ancienne identité liée à l'Albanie ».
En 2021, le Baromètre d'Euronews Albanie révèle que 79,2 % des albanais en Albanie soutiennent l'unification avec le Kosovo. Une enquête menée en septembre 2021 par le Centre Kosovar d'Études de Sécurité (QKSS) et le National Endowment for Democracy montre que 55 % des albanais kosovars interrogés favorisent l'unification du Kosovo avec l'Albanie.
En décembre 2022, selon une enquête menée par UBO Consulting de Pristina, 60 % des citoyens kosovars se montrent favorables à l'unification.